# Grainville
Grainville – miejscowość i dawna gmina we Francji, w regionie Normandia, w departamencie Eure. W 2013 roku populacja gminy wynosiła 596 mieszkańców.
W dniu 1 stycznia 2017 roku z połączenia dwóch ówczesnych gmin – Gaillardbois-Cressenville oraz Grainville – utworzono nową gminę Val-d’Orger. Siedzibą gminy została miejscowość Grainville.